# A Matter of Time
A Matter of Time (bra: Uma Questão de Tempo ou Questão de Tempo) é um filme ítalo-americano de 1976, do gênero dramático-romântico-fantástico-musical. Dirigido por Vincente Minnelli, com roteiro de John Gay, foi baseado no romance The Film of Memory, de Maurice Druon.
A história fictícia é vagamente baseada nas façanhas reais da infame excêntrica italiana, a Marchesa Casati, a quem Druon conheceu durante seus anos finais em Londres, enquanto ele estava lá durante a Segunda Guerra Mundial.
No filme, a condessa falida Lucretia Sanziani sente-se responsável por Nina, camareira suburbana de hotel, por ver nela a sua juventude. Lucretia passa então a contar sua vida para Nina, dando-lhe conselhos e incentivos.
O filme marcou a primeira aparição na tela de Isabella Rossellini, a última de Charles Boyer, e acabou sendo o projeto final de Vincente Minnelli.
Este filme marca a despedida de Vincente Minnelli e também o único encontro entre mãe e filha, Ingrid Bergman e Isabella Rossellini, na mesma produção.

## Enredo
O filme começa com uma coletiva de imprensa na década de 1950, onde cenas de um próximo filme estrelado por Nina (interpretada por Liza Minnelli), uma celebridade de cinema popular, são exibidas. No caminho para a conferência, Nina se olha em um espelho ornamentado, o que a faz lembrar de sua chegada a Roma aos 19 anos. Sua prima Valentina (interpretada por Tina Aumont) organizou para que ela trabalhasse como camareira em um hotel decadente.
Enquanto cumpre suas obrigações, Nina conhece uma idosa e excêntrica Condessa Sanziani (interpretada por Ingrid Bergman), que já foi uma sensação na Europa. A Condessa recebe uma visita de seu marido, o Conde Sanziani (interpretado por Charles Boyer), do qual ela esteve separada por 40 anos. Velhas desavenças são reacendidas, e Sanziani sai do hotel, dizendo tristemente ao gerente que não deseja ser informado se algo acontecer à sua esposa.
Depois de uma conversa com Nina, a Condessa decide acolhê-la e transformá-la em uma mulher adorável e sofisticada. Nina está preocupada com uma marca de nascença em sua testa, mas a Condessa a tranquiliza, dizendo que um dia homens importantes estarão ansiosos para beijá-la. Uma noite, a Condessa chama Nina para seu quarto e a faz vestir um sari escarlate que um embaixador indiano lhe havia dado. Em seguida, a Condessa corta o longo cabelo escuro de Nina, maquia-a e transforma a camareira em uma mulher bonita.
Nina diz à Condessa que deseja ser como ela, mas a Condessa acha que isso é um desejo tolo. Enquanto ouve as histórias da Condessa, Nina imagina a si mesma vivendo a vida da Condessa, o que desencadeia uma série de sequências de fantasia, todas ambientadas em cenários elaborados, como cassinos e palazzos venezianos.
Em seu raro dia de folga do trabalho, Nina explora Roma e começa a sentir as maravilhosas possibilidades que podem estar à sua espera. Naquela noite, enquanto executa uma tarefa para a Condessa, esta sofre um colapso mental. O gerente do hotel, irritado com os lamentos da Condessa, insiste que ela deve deixar o hotel em alguns dias.
Na manhã seguinte, Nina busca ajuda de Mario (interpretado por Spiros Andros), um frustrado roteirista que mora no hotel. Ela trouxe consigo algumas antigas ações da Condessa, esperando que Mario possa determinar seu valor. Mario diz a ela que as ações não valem nada e que não sente pena da Condessa. Nina reage com raiva e deixa o quarto de Mario.
Mais tarde, Nina vai a um banco e descobre que Mario estava quase certo. A maioria das ações é, de fato, sem valor, mas uma delas, do Banco do Congo, vale o suficiente para pagar as despesas do hotel da Condessa por várias semanas - ₤150.000 (cerca de US$240 em 1954, ano em que o filme se passa).
Ela usa parte desse dinheiro para ajudar a pagar as despesas do hotel da Condessa. No mesmo dia, Nina vai a um restaurante para pegar o jantar da Condessa. Um diretor de cinema, Antonio Vicari (interpretado por Gabriele Ferzetti), vê Nina no restaurante e pede a Mario, que está escrevendo um roteiro para ele, para apresentá-lo à jovem mulher. A apresentação é feita, e são feitos arranjos para que Nina faça um teste de tela.
Antes de sair para o estúdio, ela descobre que a Condessa saiu abruptamente do hotel para encontrar um antigo amor, Gabriele d'Orazio (interpretado por Orso Maria Guerrini). A Condessa não está mais pensando com clareza; ela sai apressadamente para a rua e é atingida por um carro. Ela é levada, inconsciente, para um hospital católico de caridade.
Enquanto isso, Nina enfrenta dificuldades em seu teste de tela, até que Mario a faz falar sobre a Condessa. Sua subsequente demonstração de paixão impressiona Vicari, que decide que quer que Nina seja a estrela de seu próximo filme.
Nina sai do estúdio apressadamente e, após uma busca, ela e Mario localizam o hospital onde a Condessa está sob os cuidados da Irmã Pia (interpretada por Isabella Rossellini, sua filha na vida real, em seu primeiro papel no cinema). Nina é levada ao leito da Condessa, mas a velha mulher acabou de falecer. Profundamente triste, Nina pega o espelho ornamentado da Condessa como lembrança e deixa o hospital.
O filme avança para o presente. Nina se tornou uma estrela de cinema. Ela chega à coletiva de imprensa. Enquanto sai de sua limusine, uma garota se aproxima e diz que quer ser como Nina quando crescer.

## Elenco
- Ingrid Bergman ..... condessa Sanziani
- Liza Minnelli ..... Nina
- Charles Boyer ..... conde Sanziani
- Isabella Rossellini ..... irmã Pia
- Tina Aumont ..... Valentina
- Fernando Rey ..... Charles Van Maar
- Spiros Andros	... 	Mario
- Gabriele Ferzetti	... 	Antonio Vicari
- Orso Maria Guerrini	... Gabriele d'Orazio
- Amedeo Nazzari	... 	Tewfik
- Giampiero Albertini	... 	sr. DePerma
- Arnoldo Foà	... 	Pavelli
- Anna Proclemer	... 	Jeanne Blasto

## Produção
O romance foi adaptado para o palco por Paul Osborne como La Contessa em 1965 e teve Vivien Leigh no papel principal. Minnelli leu o livro em 1966, mas só obteve os direitos cinematográficos em 1973. Ele levantou os fundos com a ajuda de Jack H. Skirball, um produtor ocasional. Eventualmente, a American International Pictures concordou em co-financiar o filme com o produtor italiano Giulio Sbarigia.
O filme, lançado na Itália como Nina, foi filmado em locações em Roma e Veneza. As filmagens começaram em fevereiro de 1975 em Roma e Veneza e deveriam durar 14 semanas; no entanto, o filme atrasou. A versão de Minnelli do filme tinha mais de três horas. Executivos conscientes dos custos da American International Pictures, desanimados com os atrasos nas filmagens e os gastos crescentes, tiraram o controle do filme de Vincente Minnelli. O então marido de Liza Minnelli, Jack Haley Jr., reeditou o filme para 97 minutos. Vincente Minnelli mais tarde renegou o filme, e o diretor Martin Scorsese chegou a publicar anúncios nos jornais comerciais repreendendo a AIP pelo tratamento dado à lenda do cinema.
John Kander e Fred Ebb escreveram "The Me I Haven't Met Yet" e a música-título. "Do It Again" de George Gershwin e Buddy G. DeSylva também foi ouvida no filme, interpretada por Nina (Liza Minnelli) na sala de baile de um palácio veneziano.

## Recepção crítica
Em sua análise para o The New York Times, Vincent Canby escreveu: "É repleto de trajes brilhantes e adereços espetaculares. É realizado por pessoas talentosas e sofisticadas que adotam os gestos faux-naïf de uma tradição anterior do show business, e embora seja caro, parece estranhamente brega... o filme tem o ar de uma opereta da qual a música foi removida. Até mesmo a atuação é assim... Porque A Matter of Time tem momentos de verdadeira beleza visual, e porque o que os personagens dizem um ao outro é na maior parte bobo, pode ser um filme para assistir usando protetores auriculares."
Roger Ebert, do Chicago Sun-Times, chamou-o de "uma decepção relativamente grande como filme, mas como uma ocasião para devaneio, ele se sai muito bem. Depois de finalmente desistirmos da trama - uma história confusa e embaralhada - ficamos com a oportunidade de contemplar Ingrid Bergman aos 60 anos. E contemplar Ingrid Bergman em qualquer idade é, eu sugiro, uma maneira aceitável de passar o tempo... ela possui uma personalidade radiante na tela... para as pessoas que amam o romance cinematográfico, A Matter of Time deve ter parecido um projeto dos sonhos. No entanto, o filme simplesmente não se encaixa."
Escrevendo para a revista Time, Jay Cocks escreveu: "Isso cria uma ocasião desconfortável: um grupo de pessoas talentosas trabalhando muito abaixo de seus melhores talentos, de modo que tudo assume o ar agitado de uma charada desgovernada... o filme poderia ter funcionado com muito esforço e um pouco de magia, mas algo deu terrivelmente errado. A alquimia uma vez maravilhosa do diretor Minnelli transforma tudo em chumbo. O filme é desconexo, piegas, histérico; e os atores, talvez percebendo problemas, seguem em frente com uma desesperação dolorosa e opressora... A Matter of Time não se parece em nada com um filme de Minnelli. A artesanía cuidadosa que ele ao longo dos anos dedicou mesmo às tarefas mais humildes não está em lugar algum."

## Desempenho comercial
O filme custou 5 milhões de dólares e arrecadou $2,5 milhões.

## Trilha sonora
A trilha sonora do filme foi lançada em 1976. 
Duas das canções da lista de faixas da trilha são cantadas por Liza Minnelli. Créditos adaptados do LP Nina, de 1976.

### Lista de faixas
| Lado A |                    |                |               |         |  |
| N.º    | Título             | Compositor(es) | Performer     | Duração |  |
| 1.     | "Nina"             | Nino Oliviero  |               | 1:50    |  |
| 2.     | "A Matter of Time" |                | Liza Minnelli | 3:16    |  |
| 3.     | "Il Sogno di Nina" | Oliviero       |               | 3:23    |  |
| 4.     | "Estasi"           | Oliviero       |               | 1:40    |  |
| 5.     | "L'Addio di Nina"  | Oliviero       |               | 03:06   |  |
| 6.     | "Roma"             | Oliviero       |               | 02:58   |  |

| Lado B |                        |                |               |         |  |
| N.º    | Título                 | Compositor(es) | Performer     | Duração |  |
| 1.     | "Valzer di un Ricordo" | Oliviero       |               | 02:32   |  |
| 2.     | "Do It Again"          |                | Liza Minnelli | 3:27    |  |
| 3.     | "Rondini di Roma"      | Oliviero       |               | 1:27    |  |
| 4.     | "Roma di Sera"         | Oliviero       |               | 1:50    |  |
| 5.     | "L'Amore di Nina"      | Oliviero       |               | 3:02    |  |
| 6.     | "Buongiorno Roma"      | Oliviero       |               | 3:18    |  |